# Остеомиелит
Остеомиелитът е инфекция на костите.
Симптомите могат да включват болка в определена кост с повърхностно зачервяване, треска и слабост. При децата най-често са засегнати дългите кости на ръцете и краката, а при възрастните – стъпалата, гръбнака и таза. Остеомиелитът обикновено се предизвиква от бактериална инфекция, в редки случаи от гъбична инфекция. Възниква чрез пренасяне от кръвта или от ограждащата костта тъкан. Рискови фактори за развитие на заболяването са диабетът, венозното инжектиране, предходната спленектомия и травми в засегната област.